# A Horse with No Name (Lied)
A Horse with No Name ist ein Lied der Folk-Rock-Band America, das von Dewey Bunnell geschrieben wurde. Es war die erste und erfolgreichste Single der Band.
Es wurde Ende 1971 in Europa und Anfang 1972 in den Vereinigten Staaten veröffentlicht, führte die Charts in Kanada, Finnland und den Vereinigten Staaten an und wurde von der RIAA mit Gold ausgezeichnet.

## Entstehung

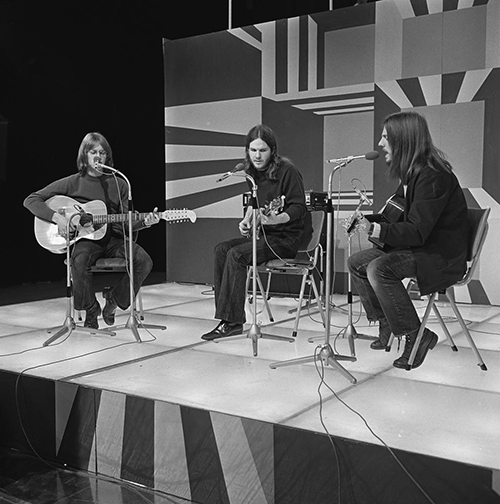
America (1972)

Das Debütalbum America der Band wurde in Europa zuerst ohne A Horse with No Name veröffentlicht und erzielte nur mäßigen Erfolg. Ursprünglich hieß das Lied Desert Song. Es wurde geschrieben, als sich die Band im Heimstudio von Arthur Brown bei Puddletown in England aufhielt. Die ersten beiden Demos wurden dort aufgenommen und sollten das Gefühl der heißen, trockenen Wüste einfangen, die im Studio auf einem Bild von Salvador Dalí zu sehen war.
Bunnell sagte, das Lied sei „eine Metapher für ein Vehikel, mit dem man den Wirren des Lebens entfliehen und an einen ruhigen, friedlichen Ort gelangen konnte“.
A Horse with No Name wurde Ende 1971 in Großbritannien, Irland, Frankreich, Italien und den Niederlanden als erster Song auf einer dreiteiligen Single veröffentlicht. Auf dieser Veröffentlichung teilte sich das Lied die A-Seite mit Everyone I Meet Is from California; Sandman war auf der B-Seite zu hören. Die Anfang 1972 in den USA veröffentlichte Zwei-Spur-Version enthielt statt Sandman das Lied Everyone I Meet Is from California auf der B-Seite.

## Musik
A Horse with No Name wurde in e-Moll mit Akustikgitarren, Bassgitarre, Schlagzeug und Bongo-Drums aufgenommen. Der einzige andere Akkord ist ein D, das auf der tiefen E- und G-Saite im zweiten Bund gegriffen wird. Eine 12-saitige Gitarre spielt ein zusätzliches F♯ (zweiter Bund, hohe E-Saite) auf dem Rückschlag des Em. Ein Merkmal ist die treibende Basslinie mit einer Hookline im Refrain. Ein Solo vervollständigt das Arrangement. Die Gruppe hielt das Lied erst für kitschig und es bedurfte einiger Überzeugungsarbeit, es zu spielen.
Gerry Beckley erzählte in der Zeitschrift Acoustic Guitar im März 2007, dass die richtige Stimmung für die Gitarre D E D G B D ist. Das Akkordmuster, das sich über das gesamte Lied wiederholt, ist 202002 (Em), 020202 und 000202; diese Gitarrenstimmung wurde bei keinem anderen America-Song verwendet.

## Besetzung
America
- Dewey Bunnell – Leadgesang, akustische Gitarre
- Gerry Beckley – 12-saitige Akustikgitarre, Hintergrundgesang
- Dan Peek – Bass, Hintergrundgesang

Session-Musiker
- Ray Cooper – Schlagzeug
- Kim Haworth – Schlagzeug

## Rezeption
Die Ähnlichkeit des Songs mit einigen Liedern von Neil Young führte zu Kritik, Cashbox bezeichnete das Lied als „CSN&Y-Soundalike“. Die Ähnlichkeit war so frappierend, dass Neil Youngs Vater, Scott Young, tatsächlich glaubte, das Lied wäre von seinem Sohn.
„Ich weiß, dass praktisch jeder beim ersten Hören annahm, es sei Neil“, so Bunnell. „Ich habe nie verleugnet, dass ich von ihm inspiriert wurde. Ich denke, das liegt sowohl an der Struktur des Liedes als auch an der Art der Stimme. Es hat ein bisschen wehgetan, weil wir ein paar ziemlich böse Reaktionen bekommen haben. Ich habe das eher darauf zurückgeführt, dass die Leute ihre Helden schützen wollten, als mich anzugreifen.“
Zufälligerweise löste A Horse with No Name am 25. März 1972 Youngs Komposition Heart of Gold auf Platz eins der US-Pop-Charts ab (siehe Liste der Nummer-eins-Hits in den USA (1972)).
Auch der Liedtext wurde kritisiert; der Kritiker John Mendelsohn bezeichnete die Textzeile „In der Wüste kannst du dir deinen Namen merken, denn es gibt niemanden, der dir Schmerzen bereitet“ als „militant ekelerregend“.
Michael Jackson nahm A Horse with No Name als Vorlage für sein Lied A Place with No Name, das posthum 2014 erschienen ist.

## Kommerzieller Erfolg
Obwohl der Song von einigen US-Radiosendern wegen angeblicher Anspielungen auf den Heroinkonsum verboten wurde, da „horse“ ein Slangausdruck für Heroin war, stieg der Song auf Platz eins der U.S. Billboard Hot 100, und das Album erreichte schnell Platinstatus.

### Chartplatzierungen
| ChartsChartplatzierungen       | Höchstplatzierung | Wochen |
| ------------------------------ | ----------------- | ------ |
| Vereinigte Staaten (Billboard) | 1 (14 Wo.)        | 14     |
| Vereinigtes Königreich (OCC)   | 3 (16 Wo.)        | 16     |

| ChartsJahrescharts (1972)      | Platzierung |
| ------------------------------ | ----------- |
| Vereinigte Staaten (Billboard) | 27          |

### Auszeichnungen für Musikverkäufe
| Land/Region                  | Auszeichnungen für Musikverkäufe (Land/Region, Auszeichnung, Verkäufe) | Verkäufe  |
| ---------------------------- | ---------------------------------------------------------------------- | --------- |
| Dänemark (IFPI)              | Gold                                                                   | 45.000    |
| Italien (FIMI)               | Platin                                                                 | 100.000   |
| Neuseeland (RMNZ)            | 3× Platin                                                              | 90.000    |
| Spanien (Promusicae)         | Platin                                                                 | 60.000    |
| Vereinigte Staaten (RIAA)    | Gold                                                                   | 1.000.000 |
| Vereinigtes Königreich (BPI) | Platin                                                                 | 600.000   |
| Insgesamt                    | 2× Gold · 6× Platin ·                                                  | 1.895.000 |